# زوچیپالا

منطقه زوچیپالا در محدوده دیگر مکان‌های باستانی منطقه.

زوچیپالا (اسپانیایی: Xochipala‎) یک محل باستان‌شناختی در ایالت گِرِرو مکزیک و مربوط به سال‌های ۲۰۰ تا ۱۴۰۰ میلادی است.
این محل بیشتر به خاطر کشف تاق‌های منقاره‌دار در معماری آن، که ابداع آن عموماً به مایاها نسبت داده می‌شود معروف است. این‌که تاق منقاره‌دار در خود زوچیپالا ابداع شده یا از منطقه مایاها به این محل وارد شده هنوز مشخص نیست. تندیسهای کوچک و کاسه‌های سنگی متعددی نیز مربوط به دوره پیشاکلاسیک یعنی ۱۵۰۰ تا ۲۰۰ پیش از میلاد نیز که در این منطقه یافت شده باعث شده که به سبک ساخت این تندیس‌ها سبکِ زوچیپالا گفته شود.
تپه تاریخی لاس مساس در حدود شش کیلومتری جنوب/جنوب غرب شهر امروزی زوچیپالا واقع شده‌است.